# 웨스트코스트 본선

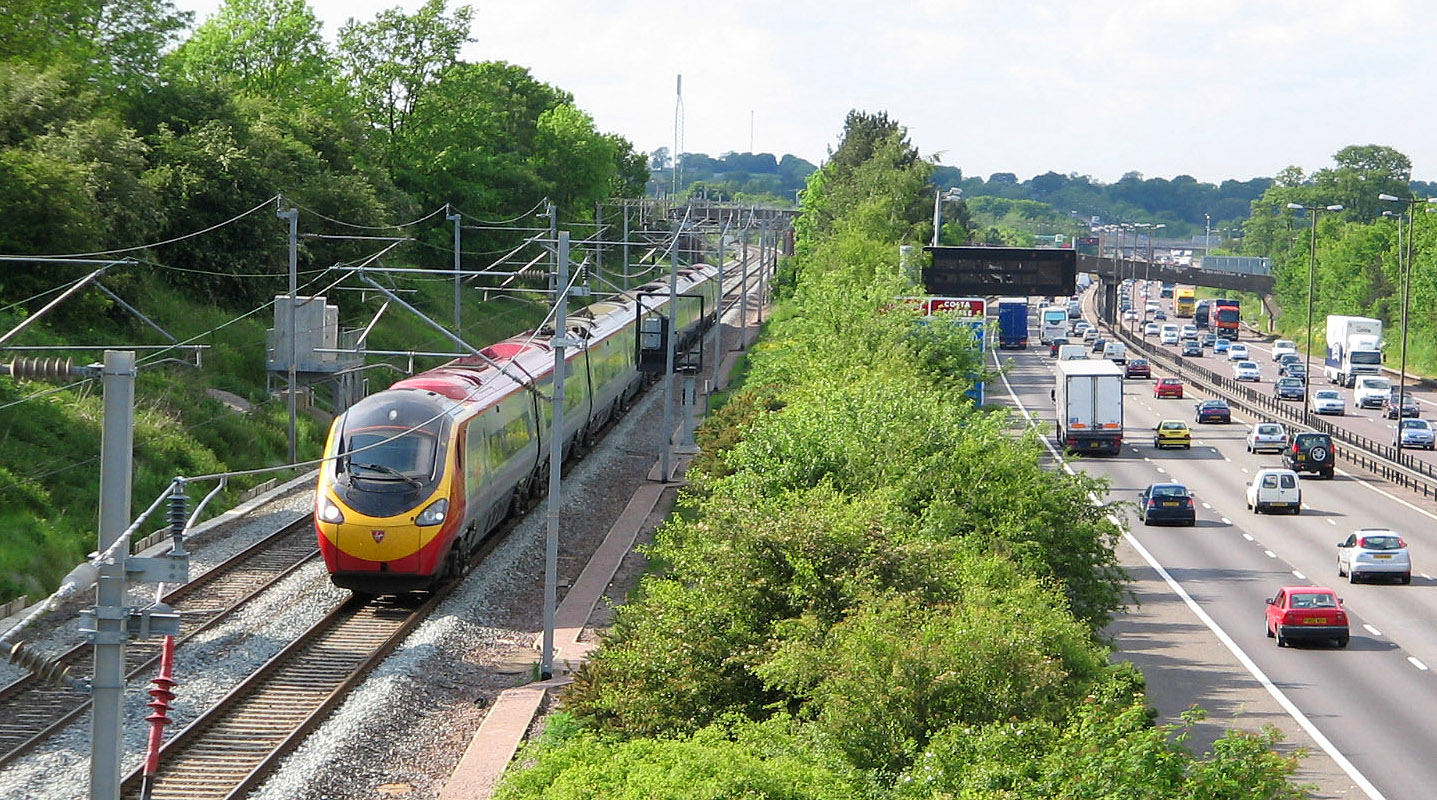

웨스트코스트 본선(영어: West Coast Main Line, WCML)은 런던 유스턴역부터 글래스고 중앙역까지 이어지는 주요 철도 회랑 중 하나로, 여러 지계통과 함께 버밍엄, 리버풀, 맨체스터, 에딘버러를 연결한다. 현재 유럽에서 가장 혼잡한 철도노선 중 하나로서, 도시간 열차, 지역열차, 통근 열차, 화물열차 모두를 운영하고 있다.